# Fäbodtjärnen (Lycksele socken, Lappland, 721664-162889)
Fäbodtjärnen är en sjö i Lycksele kommun i Lappland och ingår i Umeälvens huvudavrinningsområde. Sjön har en area på 0,0558 kvadratkilometer och ligger 339,9 meter över havet.

## Delavrinningsområde
Fäbodtjärnen ingår i det delavrinningsområde (721620-162770) som SMHI kallar för Mynnar i 721149-162942. Medelhöjden är 352 meter över havet och ytan är 16,8 kvadratkilometer. Det finns inga avrinningsområden uppströms utan avrinningsområdet är högsta punkten. Vattendraget som avvattnar avrinningsområdet har biflödesordning 4, vilket innebär att vattnet flödar genom totalt 4 vattendrag innan det når havet efter 216 kilometer. Avrinningsområdet består mestadels av skog (83 procent). Avrinningsområdet har 0,28 kvadratkilometer vattenytor vilket ger det en sjöprocent på 1,7 procent.